# 中央行政委員會 (越南共和國)
中央行政委員會是越南共和國的一個行政機構，由越南共和國陸軍的國家領導委員會根據敕令001/a/CT/LĐQG條款建立。1965年6月開始運作。1967年11月將權力交給第二共和國的文職政府。

## 組成
中央行政委員會以少將阮高祺擔任主席。其成員被任命為部長或工作委員會部長，充當內閣角色，因而被稱為「戰爭內閣」。
該委員會成員有：
1. 少將阮高祺：中央行政委員會主席
2. 博士阮流園：中央行政委員會副主席
3. 博士陳文杜：外交總委員
4. 法官陳明節：司法總委員
5. 律師陳有統（Nguyễn Hữu Thống）
6. 藥劑師羅成藝（La Thành Nghệ）
7. 教授陳文健（Trần Văn Kiện）
8. 博士陳呂意（Trần Lữ Y）
9. 阮春豐：勞動委員
10. 裴豔：外交委員
11. 歐長青（Âu Trường Thanh）：經濟財政總委員[3]
12. 張文舜：交通總委員
13. 阮文長（Nguyễn Văn Trường）：教育總委員
14. 博士陳玉寧：文化社會總委員，兼教育委員[4]
15. 中將鄧文光：計劃總委員[5]
16. 少將阮保治：招回（英语：Chieu Hoi）通信總委員，兼政治戰爭總局長
17. 少將阮得勝：建築總委員
18. 武隆朝（Võ Long Triều）：青年及體育總委員[6]